# هربرت ليندن
هربرت ليندن (بالألمانية: Herbert Linden)‏ (و. 1899 – 1945 م) هو قاضي، وطبيب، ومسؤول، وسياسي ألماني، ولد في كونستانس، كان عضوًا في الحزب النازي، توفي في برلين، عن عمر يناهز 46 عاماً.

## مناصب
تولى منصب Judge of the People's Court ‏
.